# 하퉁 고속공로
하퉁 고속공로(중국어: 哈同高速公路)는 헤이룽장성 하얼빈시와 자무쓰시 퉁장시를 이어주는 고속공로로, 총 연장은 약 575km이다. 다만 이 고속공로가 아시안 하이웨이 33호선()의 일원으로 이루고 있으며, 통과하는 도로로는 국도 제221호선이 대표적이다. 그래서 쑤이만 고속공로를 보조하게 되어 있는 고속도로로 분류된다. 경유하고 있는 도시들은 하얼빈시, 자무쓰시, 솽야산시, 퉁장시 등이 있다. 그 외에도 이 도로가 러시아의 국경선과도 맞닿아 있는 특이한 도로망이기도 하다.

## 통과하는 도로
- 국도 : 국도 제221호선
- 성도 : S203, S308, S307, S205, S306호선
- 현도 : X004호선
- 중국-러시아 국경 접경 도로 : 퉁장 철로대교(중국어판, 영어판) 건너 러시아 연방도로 R455호선과도 연결 가능.